# Erik Canales
Erik Darío Canales Hernández (Ciudad de México, 29 de noviembre de 1983) es un cantante, músico y compositor mexicano. Es la voz y el guitarrista principal de la banda mexicana de pop-punk Allison, además de ser el único miembro original que continúa en la banda.

## Carrera

### Allison
Erik Canales fundó Allison en el otoño de 2002 junto a su compañero de escuela, el bajista Manuel Ávila (Manolín). Tras tres años de constantes presentaciones como banda independiente, firmaron su primer contrato profesional con Sony Music en noviembre de 2005.
En 2006 la banda estrenó su disco homónimo Allison, el cual se posicionó rápidamente en la radio y televisión de México y Latinoamérica, recibiendo Disco de Oro y Disco de Platino  en México, y tres nominaciones y un galardón en los Premios MTV Latinoamérica 2006.
El segundo álbum de la banda, Memorama, fue lanzado en 2008 y estuvo coproducido por el mismo Canales. Con este álbum la banda se presentó en Estados Unidos, Sudamérica, España y México, donde obtuvieron nuevamente Disco de Oro por sus más de 40 mil copias vendidas.
Después de dos años fuera de los escenarios por motivos personales, Allison estrenó en 2012 su tercer álbum 120 km/hr, un material producido por Erik Canales y Güido Laris, del que se desprende 16, tema que recibió una nominación al Grammy Latino en la categoría de Mejor canción rock.
Allison lanzó su cuarto material, Todo está encendido, en abril de 2016. En junio de 2017 se presentaron en el Teatro Metropolitan de la Ciudad de México, concierto sold out donde grabaron su primer álbum en vivo y quinto en su carrera. Todo Está Encendido (Teatro Metropolitan) se estrenó oficialmente en marzo de 2019.
El 19 de septiembre de 2019 realizaron una presentación que por propias palabras de Erik la más grande en su carrera junto a Allison en el WTC Pepsi Center de la Ciudad De México, con un éxito total.

### Proyecto solista
Erik Canales anunció oficialmente en su cuenta personal de Instagram el inicio de su carrera en solitario en enero de 2020 con la intención experimentar con una composición y sonido mucho más orgánico.  En febrero de ese año tuvo su primer show completamente acústico, logrando un sold out en el Foro del Tejedor de la Ciudad de México.
En marzo de 2020 estrenó su primer sencillo en solitario, El sonido del desierto, cuyo video fue dirigido por Manuel Ávila, exintegrante de Allison. Respecto a este tema, el músico declaró para el medio mexicano Sopitas que: “vuelve a sus orígenes para encontrarse consigo mismo”.
Otra de sus incursiones en solitario fue su participación con el tema Olvídate de mí en el compilado de cantautores Nadar adentro, en el que también colaboraron Andrés Canalla, Nico Orozco y Juanito El Cantor. Olvídate de mí fue presentado oficialmente como su segundo sencillo en mayo del 2020.
En julio del 2020 fue estrenado Soltar con amor, tercer sencillo del que Canales declaró: “Es un retrato de la etapa terminal de cualquier relación en la que se busca salvar algo de lo insalvable”. Continuando con la idea de narrar las distintas etapas de una separación, en septiembre de 2020 lanzó su cuarto sencillo Siempre tuyo, siempre mía.

## Otras actividades

### Producción musical
Las primeras experiencias de Erik Canales en la producción musical ocurrieron durante la creación del primer disco de Allison, en el cual se involucró grabando maquetas junto a Paco Zepeda, primer productor de la banda. Después del aprendizaje con este álbum, Erik Canales asumió la coproducción del segundo material de la banda, Memorama; mientras que la dirección de producción del tercer y cuarto material de Allison estuvo a su cargo.
Hasta el verano del 2020, Erik Canales ha producido más de quince discos, entre los que destacan Fearless, el álbum debut de la banda de metal S7N, Mejores tiempos de la banda mexicana de punk Say Ocean y Directo al sol de la agrupación peruana Estado de Sitio.

### Cocina
Erik Canales afirma que su gusto por la cocina surgió gracias a la música; de acuerdo a lo que declaró en una entrevista para Vibras :
"Cuando eres músico y haces giras no puedes darte el lujo de conocer los lugares que visitas pero creo que la mejor manera de conocer un lugar es por su comida; siento que ahí van inmersas la idiosincrasia, musicalidad, cultura, etc. Eso fue lo que hice, cultivarme al comer."
Su reputación de cocinero ha crecido gradualmente y en 2018 al programa mexicano El toque de Aquiles, con Aquiles Chávez, donde preparó el famoso ceviche peruano. Canales también ha trabajado como cocinero invitado en Lucio, famoso restaurante de la colonia Juárez en Ciudad de México. Allí conoció a Miguel Sánchez Navarro, un reconocido chef egresado de Basque Culinary Center y a Ricardo Verdejo con quienes creó el colectivo de cocineros Maestranza.
En septiembre de 2020, Canales ofreció el show en línea Del micrófono al sartén, una experiencia virtual que involucraba concierto musical y la preparación de platillos.

### Filantropía
Erik Canales creó la conferencia Obedece la pasión, una relatoría donde habla de:
"Cómo canalizar la energía creativa y primordial de cada persona en lo que verdad se disfruta hacer..." 
Desde 2017, Erik Canales ha presentado Obedece la pasión en diversas universidades del país como la Universidad Montrer de Morelia y el Instituto Politécnico Nacional.

## Discografía

### Álbumes
- Allison (2006)
- Memorama (2008)
- 120Km/Hr. (2012)
- Todo está encendido (2016)

### Álbumes en vivo
- Todo Está Encendido (Teatro Metropolitán) (2019)

### Colaboraciones
- Amor eterno con Juan Gabriel (2008)
- Solo tú con Apocalyptica (2011)
- Vuelve a empezar con Estado de sitio y Mariano Palacios (2015)

### Canciones como solista
- El Sonido del desierto (2020)
- Olvídate de mí (2020)
- Soltar con amor (2020)
- Siempre tuyo, siempre mía (2020)

## Premios y nominaciones

### 2006 Premios MTV Latinoamérica
Artista revelación (Nominado)
Mejor artista- Norte (Nominado)
Mejor artista nuevo- Norte (Ganador)

### 2013 Grammy Latino
Mejor canción rock - “16” (Nominado)